# Jardinópolis (Santa Catarina)
Jardinópolis is een gemeente in de Braziliaanse deelstaat Santa Catarina. De gemeente telt 1.881 inwoners (schatting 2009).